# Seth
 Denne artikel omhandler den ægyptiske gud. Opslagsordet har også en anden betydning, se Seth (flertydig).
I den ægyptiske mytologi er Seth bror til guden Osiris og til gudinderne Isis og Nephthys. Han er gift med sin tvillingesøster Nephthys.
Seth afbildes som et uidentificeret, egyptisk dyr med krummet snude og kantede, lange ører.
Seth er den oprindelige hersker over Nedre Egypten, mens hans bror, Osiris, hersker over Øvre Egypten. Osiris får magten over Seths område, og i jalousi slår Seth Osiris ihjel, skærer ham i stykker og spreder delene over hele Egypten. Isis finder dog alle delene, samler Osiris og ægter ham, da han bliver konge af underverdenen.
Da Osiris' og Isis' søn Horus vokser op, hævner han mordet på sin far og slår Seth ihjel, hvorefter han selv overtager tronen. Seth bliver fordrevet til Sahara-ørkenen vest for Egypten.
Seth fremstilles ofte som guden for kaos og uorden. Fra det 19. dynasti tages Seth til nåde, og man ser ham herefter som den gode gud, han var før. Her bliver hans position ændret til guden for beskyttelse mod fremmede. Seth repræsenterer den destruktive seksualitet.
Seth indgår i den helioplitanske nigudskreds, som barn af Geb og Nut. Han spiller en mytologisk vigtig rolle som sin bror Osiris' morder og fjende af sin brorsøn, Osiris' søn Horus. Seth er solguden Ras beskytter, og han står i solbådens forstavn for at bekæmpe Apofis (kaosslangen). Han er herre over ørkenen.

## Eksterne links
- Wikimedia Commons har flere filer relateret til Seth

| Mytologi | Spire Denne artikel om mytologi er en spire som bør udbygges. Du er velkommen til at hjælpe Wikipedia ved at udvide den. |